# 青木凉真
青木凉真（日语：／ Aoki Ryōma，1997年6月16日—），埼玉县出身，日本男子田径运动员，主攻中长跑，2023年亚洲田径锦标赛男子3000米障碍赛金牌得主、2022年亚洲运动会男子3000米障碍赛银牌得主。